# Hanns Pastor
Hanns Pastor (* 21. März 1917 in Jülich; † 19. November 2009 in Aachen) war ein deutscher Maler der Avantgarde und Kunsterzieher.

## Leben und Wirken
Nach dem Besuch des Dreikönigsgymnasiums in Köln studierte Pastor Medizin und betrieb zugleich Hochleistungssport. Im Jahr 1940 gehörte er als Marathonläufer der deutschen olympischen Nationalmannschaft an, doch auf Grund des Zweiten Weltkriegs wurde die geplante Olympiade abgesagt und Pastor war gezwungen, seinen Wehrdienst als Feldarzt anzutreten. Noch kurz vor Kriegsende 1945 wurde er wegen „Zersetzung der Wehrkraft und antinationalsozialistischer Umtriebe“ zu 15 Jahren Zuchthaus verurteilt, aber wenige Monate später nach dem amerikanischen Einmarsch befreit.
Pastor, der bereits seit jungen Jahren ein Faible für die Malerei hatte, bildete sich nach dem Kriege auf diesem Gebiet zunächst autodidaktisch fort und ließ sich als freischaffender Künstler in Köln nieder. Etwa 1947 zog er zu seiner Lebensgefährtin nach Stolberg und wurde Nachbar von Karl Fred Dahmen. Von 1952 bis 1954 unternahm er einen dreijährigen Studienaufenthalt nach Paris, wo er sich in den Ateliers von Fernand Léger und Raoul Ubac sowie mit der Künstlergruppe der Nouvelle École de Paris in verschiedene Maltechniken weiterbildete. In Paris verbrachte Pastor seine lebhaftesten Jahre und wurde vor allem durch Kontakte unter anderem zu Georges Bissiére, Serge Poliakoff, Georges Braque und Louis Nallard aufs intensivste geprägt.
Noch während dieser Zeit schloss sich Pastor der 1952 von Karl Fred Dahmen gegründeten „Neuen Aachener Gruppe“ sowie dem „Aachener Künstlerbund“ an und veranstaltete mit diesen Künstlerkollegen zusammen 1953 seine erste größere und richtungweisende Ausstellung unter dem Motto: „Malerei von heute – eine deutsch-französische Ausstellung“, im Aachener Suermondt-Ludwig-Museum, an der 22 Künstler beteiligt waren. In der Folgezeit entwickelte sich diese Gruppe, der darüber hinaus unter anderem auch Karl Otto Götz, Ludwig Schaffrath und Hubert Werden angehörten, für den Aachener Raum zu einem Zentrum der Informellen Malerei. Ab 1954 ließ sich Pastor dauerhaft in Aachen nieder und war auf weiteren Ausstellungen in der niederländischen Provinz Limburg, in Düsseldorf und im Ruhrgebiet vertreten.
Zusammen mit Peter Lacroix, Jupp Kuckartz und Fritz Martin gründete Pastor im Jahre 1965 in Aachen schließlich noch die „Gruppe 65“, die in anschließenden Jahresausstellungen im Suermondt-Ludwig-Museum für starke Akzente sorgte. Als allerdings allmählich die abstrakte Kunst Ende der 60er Jahre in Aachen durch die Vermarktung der Pop-Art vor allem durch Peter Ludwig abgelöst und Aachen auch durch Initiativen der RWTH Aachen ein Zentrum der Fluxus-Bewegung wurde, zog sich Pastor selbst aus dem aktiven Kunstbetrieb zurück und arbeitete wieder als freischaffender Künstler. Bis 1990 verzichtete er auf jegliche öffentlichen Ausstellungen. Darüber hinaus war er bis 1980 als Kunsterzieher an der Aachener Viktoriaschule und am Rhein-Maas-Gymnasium tätig.
Erst als im Jahre 1990 der Neue Aachener Kunstverein eine Ausstellung unter dem Motto „Kunst der 50er-Jahre“ veranstaltete, stellte Pastor wieder regelmäßig aus. Noch im Jahre 2006 würdigte das Aachener Suermondt-Ludwig-Museum in Zusammenarbeit mit der ARTCO Galerie Pastors Werke in der großen Museumsschau „Aufbruch im Westen“. Drei Jahre später, am 19. November 2009, verstarb Pastor im Alter von 92 Jahren an den Folgen eines Autounfalls.
Hanns Pastor galt stets als sehr experimentierfreudig und bediente sich der unterschiedlichsten Techniken. Er war dabei einer der bedeutendsten Aachener Vertreter der Nachkriegsmalerei. Seine Handschrift prägten Objekte aus der Alltagswelt ebenso wie Chiffren aus Schriften, Zahlen und Rissen. Dabei trat er vor allem mit plastisch wirkenden Bildgestaltungen hervor, die er ganz bewusst einem Vorgang der Zerstörung aussetzte. Auch seine späten Werke erinnern entfernt an zernarbte Landschaften und zerfallene Mauern.

## Werke (Auswahl)
- Siehe „ARTCO – Galerie – online-Ausstellung“

## Ausstellungen (Auswahl)
- 1953 Malerei von heute – eine deutsch-französische Ausstellung, Suermondt-Ludwig-Museum Aachen
- 1954 Sechs abstrakte Maler, Suermondt-Ludwig-Museum Aachen
- 1955 Centre d’études Françaises, Düsseldorf
- 1956 Galerie Le Roue, Paris, zusammen mit Hubert Werden
- 1965 Galerie Widmann, Bremen
- 1990 Kunst der 50er Jahre, Neuer Aachener Kunstverein
- 1990 Galerie Nawrocki, Köln
- 1994 Kunstraum Posselt, Bonn
- 1997 Galerie Boisserée, Bonn, Retrospektive anlässlich des 80. Geburtstages
- 2006 Aufbruch im Westen Suermondt-Ludwig-Museum Aachen
- 2010 (posthum) Galerie Perplies, Aachen
- 2010 (posthum) Galerie Hennart, Maastricht, im Rahmen der TEFAF
- 2015 (posthum) Eurode-Bahnhof, Herzogenrath
- 2017 (posthum) Kulturwerk Aachen, 100 Jahre Hanns Pastor